# Tane Mahuta

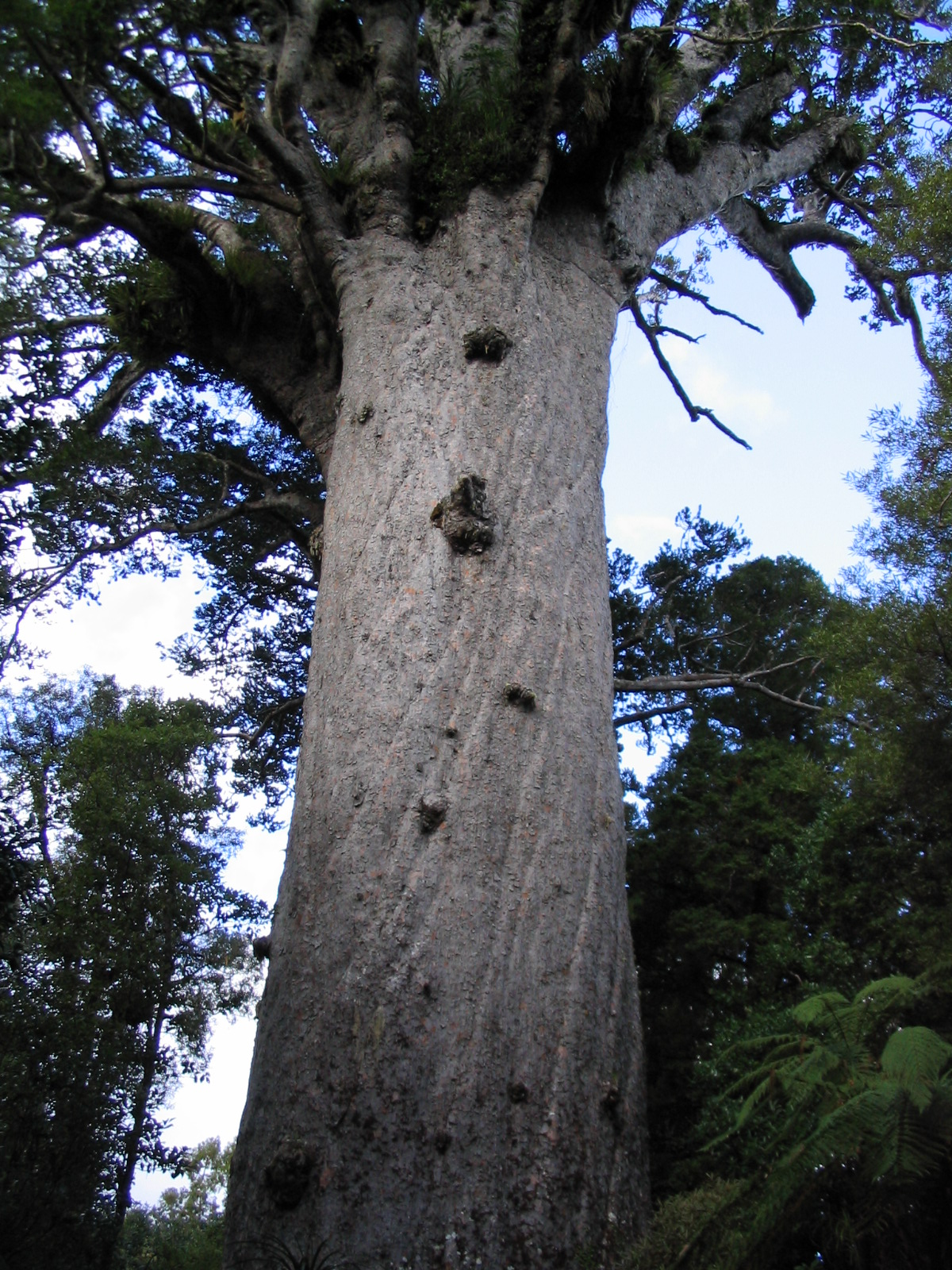
Tane Mahuta

Tane Mahuta är det största kvarvarande kauriträdet i Nya Zeeland. Tane Mahuta är maori och betyder "Skogens Herre", med namn efter Tane – skogens och fåglarnas gud. Trädet ligger i naturreservatet Waipouaskogen norr om staden Dargaville, Northland. Trädet är 51 meter högt och har en omkrets på nära 14 meter. 